# Карапчівська сільська рада (Глибоцький район)
Карапчі́вська сільська́ ра́да — адміністративно-територіальна одиниця та орган місцевого самоврядування у Глибоцькому районі Чернівецької області. Адміністративний центр — село Карапчів.

## Загальні відомості
- Населення ради: 2 092 особи (станом на 2001 рік)

## Населені пункти
Сільській раді були підпорядковані населені пункти:
- с. Карапчів

## Склад ради
Рада складалася з 16 депутатів та голови.
- Голова ради: Іонець Василь Георгійович
- Секретар ради: Кащук Олена Іллівна

### Керівний склад попередніх скликань
| Прізвище, ім'я, по батькові | Основні відомості                                                        | Дата обрання | Дата звільнення |
| --------------------------- | ------------------------------------------------------------------------ | ------------ | --------------- |
| Товарницький Іван Флорович  | Сільський голова, 1949 року народження, член Української Народної Партії | 26.03.2006   | 31.10.2010      |
| Іонець Василь Георгійович   | Сільський голова, 1963 року народження, освіта вища, безпартійний        | 31.10.2010   |                 |

Примітка: таблиця складена за даними сайту Верховної Ради України

### Депутати
За результатами місцевих виборів 2010 року депутатами ради стали:

#### За суб'єктами висування
| Суб'єкт висування | Кількість обраних депутатів | %   |
| ----------------- | --------------------------- | --- |
| Самовисування     | 16                          | 100 |

#### За округами
| № округу | Прізвище, ім'я, по батькові       | Дата визнання обраним | Освіта             | Партійна приналежність                 | Відомості про обраного депутата                       |
| -------- | --------------------------------- | --------------------- | ------------------ | -------------------------------------- | ----------------------------------------------------- |
| 1        | Кайтанович Маріанна Костянтинівна | 05.11.2010            | середня            | позапартійна                           | Карапчівський ДНЗ, вихотель                           |
| 2        | Кащук Олена Іллівна               | 05.11.2010            | середня спеціальна | позапартійна                           | Карвпчівська сільська рада, секретар сільської ради   |
| 3        | Савюк Костянтин Георгійович       | 05.11.2010            | середня            | позапартійний                          | Укрзалізниця, провідник                               |
| 4        | Кожухар Родіка Василівна          | 05.11.2010            | вища               | член Народного Руху України за єдність | Пожежно-страхова компанія, страховий агент            |
| 5        | Козачук Георгій Миколайович       | 05.11.2010            | середня            | член Народної партії                   | тимчасово не працює                                   |
| 6        | Іонець Мірча Семенович            | 05.11.2010            | середня            | позапартійний                          | Карапчівський клуб, завідувач                         |
| 7        | Товарницький Раду Ілліч           | 05.11.2010            | середня            | позапартійний                          | тимчасово не працює                                   |
| 8        | Скрепський Анатолій Миколайович   | 05.11.2010            | середня спеціальна | позапартійний                          | тимчасово не працює                                   |
| 9        | Волошнюк Василь Ілліч             | 05.11.2010            | середня            | позапартійний                          | Карапчівський паливний склад, начальник               |
| 10       | Кащук Віорел Георгійович          | 05.11.2010            | вища               | позапартійний                          | Чернівецький військовий лісгосп, заступник начальника |
| 11       | Фратовчан Сорін Іванович          | 05.11.2010            | вища               | позапартійний                          | Карапчівська лікарська амбулаторія, головний лікар    |
| 12       | Товарницький Іван Флорович        | 05.11.2010            | середня спеціальна | позапартійний                          | Карапчівський сільський голова                        |
| 13       | Товарницький Георгій Траянович    | 05.11.2010            | середня спеціальна | позапартійний                          | Укрзалізниця ст. Карапчів, електромонтер              |
| 14       | Товарницька Катерина Василівна    | 05.11.2010            | середня спеціальна | позапартійна                           | тимчасово не працює                                   |
| 15       | Чорней Мірча Лазарович            | 05.11.2010            | середня            | позапартійний                          | тимчасово не працює                                   |
| 16       | Товарницька Іоана Василівна       | 05.11.2010            | середня спеціальна | позапартійна                           | Карапчівська філія Ощадного банку, касир              |